# Tossal d'Engrilló
El Tossal o Tossa d'Engrilló és una muntanya de 1.072 metres que es troba entre els municipis de Paüls al Baix Ebre, i l'Horta de Sant Joan i Prat de Comte a la Terra Alta.
Al cim podem trobar-hi un vèrtex geodèsic (referència 246147001).
Aquest cim està inclòs al Repte dels 100 cims de la Federació d'Entitats Excursionistes de Catalunya. 